# Landesarbeitsgericht Niedersachsen

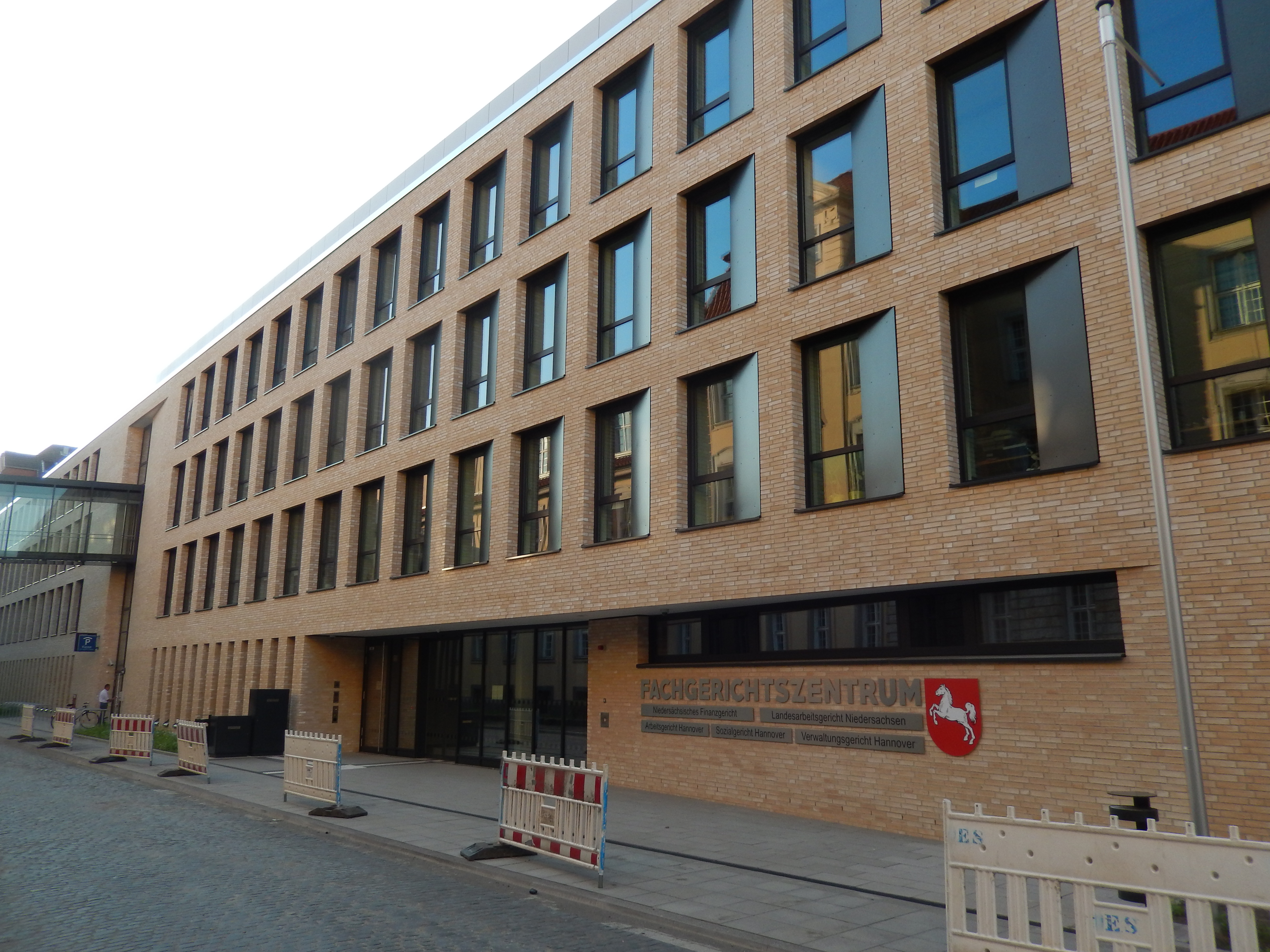
Gerichtsgebäude in Hannover, Leonhardtstraße

Das Landesarbeitsgericht Niedersachsen ist das höchste Gericht der Arbeitsgerichtsbarkeit in Niedersachsen. Es befindet sich im Fachgerichtszentrum in der Leonhardtstraße in Hannover.  

## Gerichtssitz und -bezirk

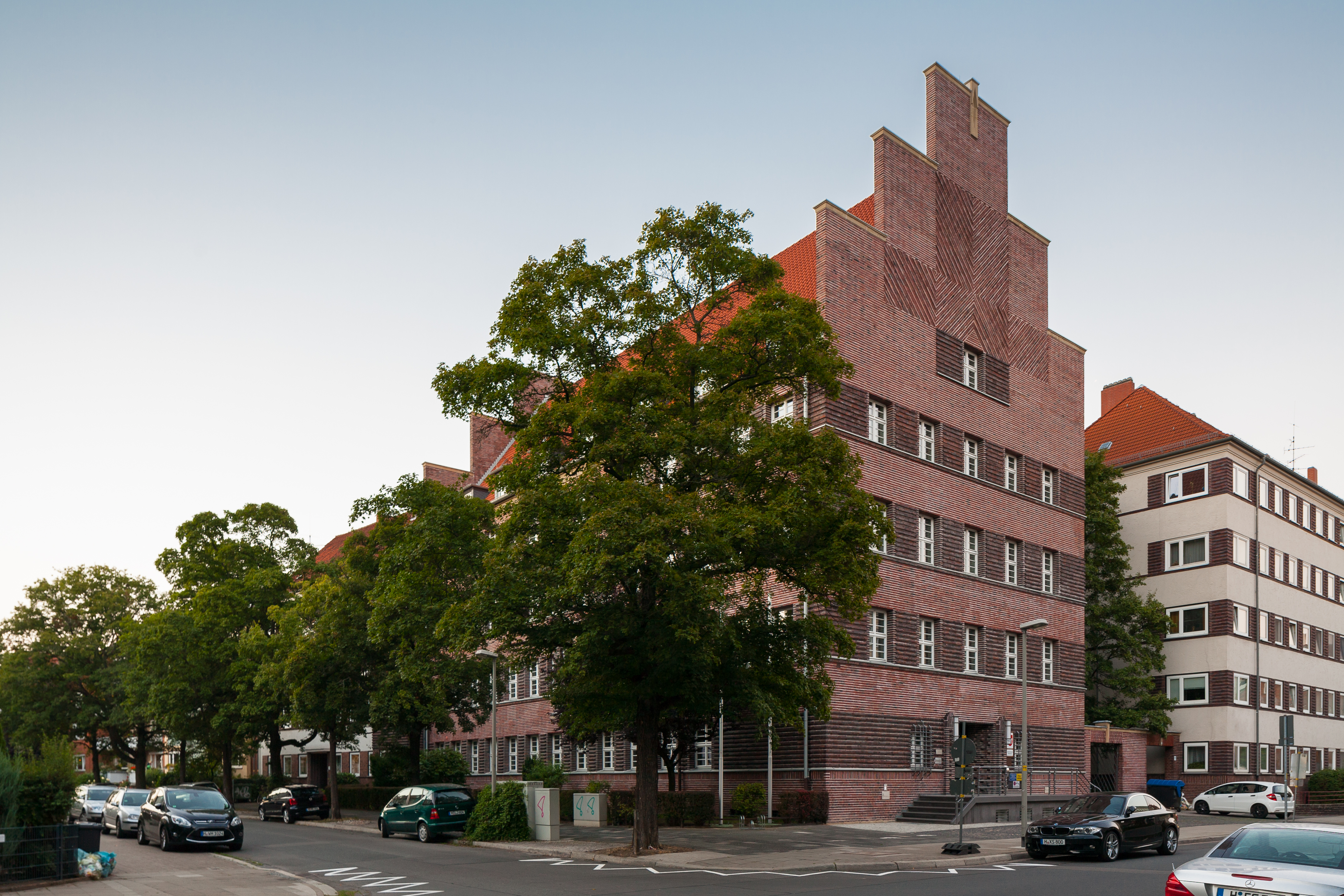
Ehemaliges Gerichtsgebäude in der Siemensstraße in Hannover

Das Gericht hat seinen Sitz in Hannover. Es ist als Berufungs- und Beschwerdegericht zuständig für sämtliche Arbeitsgerichte in Niedersachsen. Sein Gerichtsbezirk umfasst somit das gesamte Land Niedersachsen.

## Leitung
- 16. Oktober 1952 – 30. April 1979: Karl Borrmann, * 9. April 1914
- 1. August 1979–Ende Februar 1992: Hannemarie Kühler, * 8. Februar 1927[1],
- Ab 1. November 1992: Gert-Albert Lipke, * 17. November 1947
- Seit 2014: Wilhelm Mestwerdt

## Organisation
Im Jahr 2008 wurden 17 Kammern gebildet. Berufungen und Beschwerden gegen Entscheidungen der folgenden Arbeitsgerichte werden dabei vorab wie folgt zugeteilt:
- Kammern 6, 8, 9 und 12: Arbeitsgerichte Wilhelmshaven, Stade und Lüneburg
- Kammern 5, 11 und 13: Arbeitsgerichte Oldenburg und Emden
- Kammern 2, 15 und 17: Arbeitsgericht Braunschweig
- Kammern 4, 7 und 14: Arbeitsgerichte Göttingen und Verden
- Kammern 3, 10 und 16: Arbeitsgerichte Osnabrück und Lingen

Rechtsmittel gegen Entscheidungen der übrigen Arbeitsgerichte werden auf alle Kammern verteilt.

## Instanzenzug
Nachgeordnete Gerichte sind die Arbeitsgerichte in Braunschweig, Celle, Emden, Göttingen, Hameln, Hannover, Hildesheim, Lingen, Lüneburg, Nienburg, Oldenburg, Osnabrück, Stade, Verden und Wilhelmshaven. Rechtsmittelgericht für das Landesarbeitsgericht Niedersachsen ist das Bundesarbeitsgericht in Erfurt.

## Geschichte
Gemäß Arbeitsgerichtsgesetz vom 23. Dezember 1926 wurden in Deutschland Arbeitsgerichte gebildet. Diese waren nur in der ersten Instanz unabhängig, die Landesarbeitsgerichte waren den Landgerichten zugeordnet. Am Landgericht Hannover entstand so 1927 das Landesarbeitsgericht Hannover als eines von drei Landesarbeitsgerichten im Bezirk des Oberlandesgerichtes Celle. Dem Landesarbeitsgericht Hannover waren folgende Arbeitsgerichte zugeteilt: Arbeitsgericht Celle, Arbeitsgericht Gifhorn, Arbeitsgericht Goslar, Arbeitsgericht Göttingen, Arbeitsgericht Hameln, Arbeitsgericht Hannover, Arbeitsgericht Hildesheim, Arbeitsgericht Nienburg, Arbeitsgericht Osterode (Harz), Arbeitsgericht Peine, Arbeitsgericht Verden und das lippische Arbeitsgericht Stadthagen.
Nach der Besetzung Deutschlands durch die Alliierten wurden 1945 zunächst alle Gerichte geschlossen. Die ordentlichen Gerichte wurden schon bald wieder eröffnet, während die Arbeitsgerichte zunächst nicht wieder eingerichtet wurden, so dass arbeitsgerichtliche Streitigkeiten von den ordentlichen Gerichten erledigt werden mussten. Gemäß Kontrollratsgesetz 21 sollten in Deutschland Arbeitsgerichte aufgebaut werden. Anstelle der früheren Landesarbeitsgerichte wurde am 5. November 1946 das Landesarbeitsgericht Hannover als einziges Landesarbeitsgericht Niedersachsen für das ganze Land Niedersachsen gebildet. Die Arbeitsgerichte in Hannover, Braunschweig, Oldenburg, Osnabrück, Göttingen, Lüneburg, Hildesheim, Lingen, Stade, Verden, Wilhelmshaven und Emden waren ihm nachgeordnet.